# Гатара (комуна)
Гатара — одна з комун провінції Каянза, на півночі Бурунді. Центр — однойменне містечко Гатара.